# Callopanchax occidentalis
Callopanchax occidentalis är en fiskart som först beskrevs av Clausen, 1966.  Callopanchax occidentalis ingår i släktet Callopanchax och familjen Nothobranchiidae. IUCN kategoriserar arten globalt som livskraftig. Inga underarter finns listade.